# 8毫米胶片

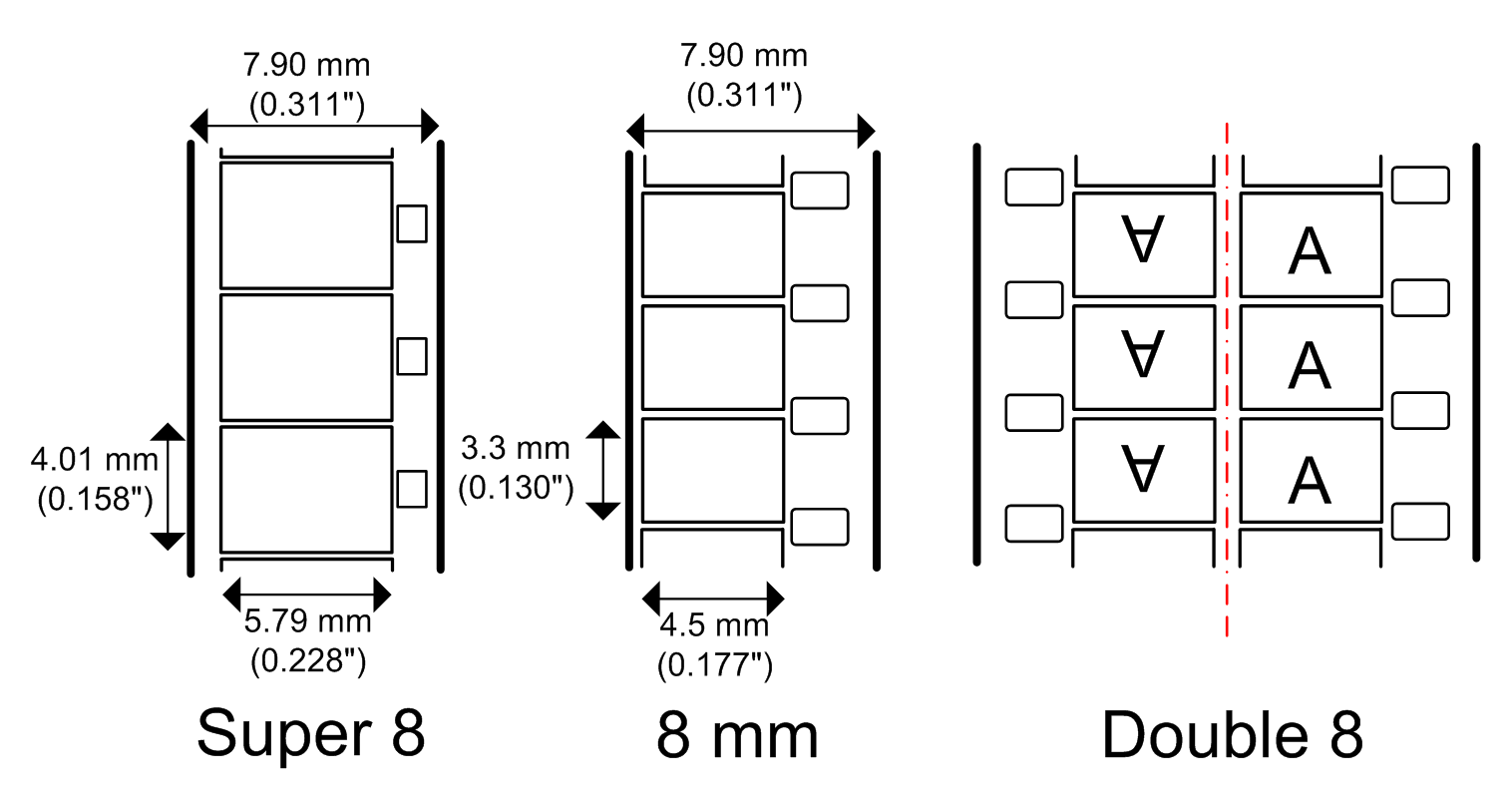
最右侧即为双8胶片

8毫米胶片（8 mm film），后来也称标准8毫米胶片（Standard 8 mm film），是一种由柯达公司开发的电影胶片尺寸标准。1932年，柯达公司在本公司的16毫米胶片的基础上推出了8毫米电影胶片格式。这种胶片使用16毫米胶片拍摄，画面只占据一种一半的位置。拍完一卷胶带之后将胶卷重新装载使用另一侧继续拍摄，影片拍摄完成之后将胶卷从中间裁开就得到了两条8毫米胶片，因为这种特性有时也称这种胶片为双8胶片（Double-8）。因为成本低廉，主要用于家庭录像等领域。8毫米胶片的感光区域大小为16毫米的四分之一，也就是长 4.88（0.1921英寸），宽3.68（0.1449英寸）。除了电影拍摄外，某些照相机如LOMO也使用了8毫米的感光胶片。